# Okay! Madam
Okay! Madam (오케이! 마담?) è un film del 2020 scritto da Shin Hyun-sung e diretto da Lee Chul-ha.

## Trama
Mi-young e suo marito Seok-hwan, una negoziante e un aggiustatore di computer, credono di essere stati letteralmente baciati dalla fortuna quando scoprono di avere vinto un viaggio per le Hawaii, che sognavano di visitare da tanto tempo. Mentre l'aereo è in volo, scoprono che però il mezzo è stato dirottato da un gruppo di terroristi, capeggiato dal perfido Cheol-seung, che prende i vari passeggeri come ostaggi. Mi-young e Seok-hwan, pur essendo le classiche "persone comuni", trovano però il modo di sconfiggere i criminali.

## Distribuzione
In Corea del Sud la pellicola ha goduto di una distribuzione a livello nazionale a cura della Megabox, a partire dal 12 agosto 2020.